# 宇部フィルム
宇部フィルム株式会社（うべフィルム、英: Ube Film Company Ltd.）は、山口県山陽小野田市に本社を置くプラスチックフィルム製品の製造・販売事業者で、UBEの子会社。

## 概要
食品用ラップフィルムや気泡緩衝材等のポリエチレン加工品の製造および販売を行う。

## 沿革
- 1964年 - 中国レジン株式会社として創業
- 1992年 - 栃木工場設立
- 1994年 - 千葉工場設立
- 1994年 - 中レ株式会社に社名変更
- 1998年 - 九州工場設立
- 1998年 - 宇部フィルム株式会社に社名変更

## 事業所
- 本社 山口県山陽小野田市大字小野田1020
- 東京支店 東京都文京区湯島
- 名古屋営業所 愛知県名古屋市中区栄
- 大阪営業所 大阪府大阪市北区曽根崎新地
- 小野田営業所 山口県山陽小野田市大字小野田
- 九州営業所 福岡県糟屋郡志免町大字別府

## 工場
- 成田工場 千葉県山武郡芝山町大台字宝永作
- 佐野工場 栃木県佐野市栄町
- 小野田工場 山口県山陽小野田市大字小野田